# 愛麗絲·吉蒂勒
愛麗絲·吉蒂勒夫人（英語：Dame Alice Kyteler；1263年—？，死亡時間晚於1325年），又被稱為基爾肯尼女巫（英語：Witch of Kilkenny），是愛爾蘭第一位被指控涉及巫術，且被宣判有罪的人。愛麗絲曾有過四段婚姻，而她的四任丈夫都在婚姻期間不幸死亡，這使她丈夫的孩子們指控她以下毒、施術的方式謀殺了他們。
主教理查·德·雷里德為這起審巫案的主要推手，致力於將愛麗絲定罪。但和一般審巫案受害者不同的是，愛麗絲身為上層階級，有能力對主教進行反擊。愛麗絲·吉蒂勒最後仍被定罪，她逃離了愛爾蘭，但她的僕人彼得羅妮拉·德·米斯於1324年11月3日被鞭打並以火刑處死。

## 早年
愛麗絲·吉蒂勒生於愛爾蘭基爾肯尼郡，來自一個佛拉芒商人家庭，該家庭自13世紀中後期以來便在愛爾蘭定居，她是家裡的唯一一個小孩。
愛麗絲總共結婚過四次，依序分別是：
1. 威廉·奧特洛（William Outlaw），約於1280－1285年間成婚，基爾肯尼鎮長，同時也是商人和放貸人。兩人間育有一子威廉·奧特洛（與父親同名），可能還育有一女蘿絲（Rose）。小威廉後來也在1305年當上了基爾肯尼的鎮長。
2. 卡倫（英语：Callan, County Kilkenny）的亞當·布蘭德（Adam Blund of Callan），1302年成婚，放貸人。
3. 理查·瓦萊（Richard Valle），1309年成婚，蒂珀雷里郡的地主。
4. 約翰·波爾（John Poer），約於1316－1324年間成婚[5][6]。

1302年，愛麗絲和她的第二任丈夫亞當·布蘭德曾短暫地被指控謀殺了她的第一任丈夫。她擁有大量財產，還涉及放貸業務，這都招致了當地居民的怨恨。她的第四任丈夫約翰·波爾在1324年生了病，約翰當時表示他懷疑他被下毒了。不久約翰·波爾死去，包含波爾和從前三任丈夫所生的孩子們跳出來指控愛麗絲，說她以下毒、施術的方式殺死了他們的父親，還說她太偏愛她第一個親生兒子威廉·奧特洛。
愛麗絲和她的侍從們被指控的罪名如下：
- 否定基督和教會的信仰
- 將活生生的動物切成碎塊並灑在十字路口上，以獻祭給惡魔
- 在教堂舉辦秘密的夜間集會，以施展黑魔法並暗中破壞、擊敗教會[7]
- 使用巫術和藥劑來控制基督徒
- 擁有使魔羅賓·阿提森（Robin Artisson），它是撒旦的惡魔
- 謀殺丈夫們[4][8]

## 審判
奧索里主教理查·德·雷里德是一個著迷於教會和道德規定的人。1324年，當這起案件出現在他面前時，他抓住了這個機會，著手對付這個他認為很重要的巫術爭議。
一開始，雷里德試圖將愛麗絲逮捕，愛麗絲則向她那些握有權力的朋友們求援，而這讓雷里德遭到了阿諾·勒·波爾爵士（Sir Arnold le Poer）的囚禁和審問。雷里德寫信給愛爾蘭大法官羅傑·奧特洛（Roger Utlagh／Outlaw），要求將她逮捕。羅傑·奧特洛同時也是愛爾蘭教會高層，雷里德希望能透過他來將愛麗絲定罪，但他沒料到的是，羅傑正是愛麗絲的第一任丈夫威廉·奧特洛的親生兄弟。兩人的姓「Outlaw」和「Utlagh」實際上只是同一個姓的不同拼法。在這種情況下，要這位大法官去起訴他的家人是一件很奇怪的事，作家奧法拿根（O'Flanagan）將羅傑描述為「不像他人那麼迷信，又或者該說他更願意幫助他的親戚」。羅傑想說服雷里德，而就在雷里德固執地拒絕放棄時，他就被阿諾·勒·波爾爵士給囚禁了起來，而這件事幾乎肯定地受到了大法官的縱容。
雷里德並沒有因此氣餒，在重獲自由之後，他再度嘗試將愛麗絲監禁起來。這次他直接忽視了來自大法官的傳喚，使得他的主教轄區被教會下了禁令。雷里德援引了信仰保護法令《Ut inquisitions》（1298年），要求世俗權力必須在教會面前讓步，這在後來的整場審判中成為了愛麗絲辯護方的棘手難題。
愛麗絲和她的侍從們被施以七條指控：犯下異端、向惡魔獻祭、與惡魔親密交談、用魔法來暗中破壞並擊敗教會、為基督徒調配愛情魔藥和憎恨魔藥使其腐敗、謀殺愛麗絲的丈夫們、與惡魔發生性關係。
經過數個月的僵持，愛麗絲的其中一位僕人彼得羅妮拉·德·米斯因忍受不住酷刑而承認自己是女巫。在彼得羅妮拉的招供中，她詳細說明了她是如何涉入到上述七條指控中的其中六種，並明確地暗示愛麗絲施行異端。雖然她的證言既不自然又不太可靠，但指控者們似乎仍從她的證言中獲得了最大量的資訊。當雷里德重述彼得羅妮拉的供詞時，他寫道：
有一次，在城外的十字路口，她將三隻公雞獻祭給一名來自地獄深處，名叫「羅伯特，亞特之子」（Robertum filium Artis）的惡魔。她將公雞放血，將動物切成碎塊，並將牠們的腸子和蜘蛛與其他黑蟲（如蠍子）混合在一起，並將名叫蓍的藥草與其他藥草一起混入這些可怕的蟲子。她將這種混合物放進鍋裡熬煮，鍋裡面還有一名男孩的腦和衣服，這男孩尚未接受洗禮便死去，此外還有一個被斬首的強盜的頭……彼得羅妮拉說她曾多次受到愛麗絲的慫恿，有一次愛麗絲就在她的面前請教惡魔，並得到惡魔的回答。她同意了一個協議，她將成為愛麗絲與她的朋友羅伯特之間的中間人。她在公開場合聲稱她親眼看到上述提到的惡魔有著三個形體（praedictus daemon tertius），以三個黑人（aethiopum）的外形出現，每人手上都握有一根鐵棍。這奇特現象發生在白天，在彼得羅妮拉眼前，上述提到的那位愛麗絲女士和幻影發生了性行為。在這可恥的行為發生後，她（愛麗絲？）自己用床單（kanevacio）將她床上那令人作嘔的地方擦拭乾淨。
鑒於麥角中毒在14世紀的歐洲相當盛行，學者們認為彼得羅妮拉可能受到麥角導致的高燒影響而產生幻覺，其作用和麥角酸二乙醯胺類似。換句話說，彼得羅妮拉有可能相信自己看到的這些是真的，因為她產生了幻覺。然而儘管如此，彼得羅妮拉在審判中的證詞卻導致了她的死亡。彼得羅妮拉被綁在火刑柱上，以巫術和異端的罪名處以火刑。她是愛爾蘭第一個因這些罪名而被處以火刑的人，也是第一個因被判為異端而被判處死刑的人。她的證言也使指控者們足以危及愛麗絲·吉蒂勒。
羅傑·奧特洛堅持被告必須在逐出教會後超過四十天才能進行審判，這拖延了審判的進行。儘管有著羅傑的努力，雷里德仍說服了愛爾蘭首席總督約翰·達西，並順利將女巫嫌疑人們帶到法庭。據說羅傑曾參與審判，但他為確保被告無罪釋放所做的任何努力都成了徒勞，因為她們所有人都被判決有罪。愛麗絲最後成功逃獄並離開了基爾肯尼，這點無疑是受到了羅傑的協助。她之後的人生並沒有留下紀錄，據說她跨海逃到了英格蘭。主教雷里德繼續追捕她那些位於勞動階級的同夥，向他們一一提出巫術的指控。彼得羅妮拉死於1324年11月3日，彼得羅妮拉的女兒芭西麗亞（Basilia）和愛麗絲一起逃掉了。愛麗絲的兒子威廉·奧特洛則被指控了異端、不當放貸、偽證罪、通姦、殺害神職人員等多重罪名。威廉「公開認錯」，並被命令接下來的一年內每天得進行三次彌撒，且要為窮人提供食物

## 愛麗絲·吉蒂勒審巫案年表[15]
- 大約1280年，愛麗絲·吉蒂勒嫁給了她的第一任丈夫威廉·奧特洛。
- 1302年，愛麗絲嫁給了她的第二任丈夫亞當·布蘭德。愛麗絲和亞當被指控謀殺。
- 1309年，愛麗絲嫁給了她的第三任丈夫理查·瓦萊。
- 大約1316年，理查·瓦萊過世，愛麗絲對她的繼子理查提出訴訟，以爭奪她丈夫的遺產。
- 1317年4月，若望二十二世將理查·德·雷里德任命為奧索里主教。
- 1317年10月，理查·德·雷里德抵達奧索里，並開始主持教會會議。
- 1320年8月，若望二十二世寄一封信給愛爾蘭的最高司法官（英语：Justiciar），在信中他關心了地方上因雷里德的騷擾和監禁所產生的怨言。
- 1324年？，事件爆發，雷里德指控愛麗絲·吉蒂勒和她的同伴為巫師和異端。
- 1324年3月至4月，阿諾·勒·波爾爵士將雷里德囚禁了17天。
- 都柏林議會；包括阿諾·勒·波爾和莫里斯·菲茲湯瑪斯（Maurice FitzThomas）在內的地方權貴們宣誓要管教他們的民眾和部下（後裔）。
- 雷里德逮捕異端們。
- 1324年11月3日，被判定為異端的彼得羅妮拉·德·米斯以巫術罪名被處以火刑。
- 小威廉·奧特洛的懺悔款項（penance payment）由地方權貴們負責擔保。
- 1326年，阿諾·勒·波爾和莫里斯·菲茲湯瑪斯之間的仇恨進一步惡化。
- 阿諾·勒·波爾和莫里斯·菲茲湯瑪斯被准許管教他們的部下四個月。阿諾·勒·波爾前往英格蘭。
- 1327年1月，王后法蘭西的伊莎貝拉和其情夫羅傑·莫蒂默廢黜了英王愛德華二世。
- 1327年至1328年，雷里德向王后伊莎貝拉提出上訴，並獲准出庭，但他最後並沒有使用這個權利。雷里德後來宣稱他受到了都柏林大主教（英语：Archbishop of Dublin）亞歷山大·比克諾（英语：Alexander de Bicknor）和大法官羅傑·奧特洛的阻饒，他們關閉港口，害他不能出海。
- 阿諾·勒·波爾被認可擁有基爾肯尼城堡的監護權。
- 阿諾·勒·波爾和莫里斯之間的「芒斯特戰爭」爆發。後來陪審團聲稱雷里德參加了一場會議，以幫助莫里斯的「叛亂」。據說雷里德煽動了一場針對阿諾·勒·波爾的Moytobir城堡的襲擊。
- 1328年，被判定為異端的亞當·達夫·奧圖（Adam Duff O'Toole）被處以火刑。
- 最高司法官命令地方權貴（阿諾·勒·波爾和莫里斯）停止爭鬥。
- 阿諾返歸。雷里德將他指控為異端，並將他監禁在都柏林城堡。
- 雷里德向法庭提出請願，控訴阿諾對他的對待。
- 最高司法官湯瑪斯·菲茨約翰（Thomas FitzJohn）向國王寄送了奧索里（英语：Osraige）人民針對雷里德所提出的起訴書，扣押他的宗教財產，並將他傳喚到都柏林。
- 1329年1月，羅傑·奧特洛在都柏林議會為自己辯白，反駁雷里德將他指控為異端的控訴。
- 1329年3月，阿諾·勒·波爾在監禁期間死亡。
- 比克諾大主教將雷里德傳喚到都柏林，要他針對幫助並教唆異教徒的指控作出回應。
- 1329年6月，雷里德逃離愛爾蘭和英格蘭，無視國王對他發出的王室傳喚。針對他的逮捕令被發布。
- 愛德華三世告誡若望二十二世，要他反對雷里德。比克諾大主教開除了雷里德的教籍。
- 1330年10月，愛德華三世從其母伊莎貝拉和羅傑·莫蒂默手上重新奪回了控制權。他寄出更多信件，要教宗反對雷里德。
- 1331年5月，在教宗的要求之下，愛德華三世歸還了雷里德的宗教財產。
- 1332年，由威廉·奧特洛支付款項的大教堂屋頂在暴風雨中倒塌。
- 陪審團指控雷里德幫助莫里斯，共謀了莫里斯1327年的「叛亂」。
- 地方主教和聖堂參事會宣稱雷里德1328年在基爾肯尼議會中，除去了對自己不利的反抗。
- 1333年，雷里德回到英格蘭；教宗敦促愛德華三世協助雷里德和其他愛爾蘭高級教士對抗異教徒。
- 若望二十二世寫信給卡舍爾大主教（英语：Archbishop of Cashel），要他在他的轄區對抗異教徒的「processus pontificum」。
- 1335年11月，本篤十二世代表雷里德寫信給愛德華三世。
- 1339年6月，愛德華三世下令將針對雷里德的令狀撤銷。
- 1339年9月，愛德華三世下令要基爾肯尼內管理充公產業之官員遵照7月時「恢復雷里德的宗教財產」的令狀行動。
- 1341年，羅傑·奧特洛在擔任代理法官（deputy judicier）職務的期間過世。比克諾接替了他的職位。
- 1341年2月，雷里德向國王寄送了一封請願書，內容聲稱1329年那時，比克諾曾意圖謀殺他。
- 1343年，教宗引比克諾為證，阻止雷里德繼續起訴異教徒。
- 奧索里免除於都柏林的管轄。教宗下令調查比克諾是否保護異教徒。
- 1347年4月，雷里德獲得了王室赦免，他從國王手中拿回宗教財產，並回到了他的主教轄區。
- 1349年，亞歷山大·比克諾過世。
- 奧索里回到都柏林的管轄範圍下。
- 1351年，雷里德拒付針對神職人員的王室稅金，這使得1347年的赦免被撤回，他的宗教財產又被收了回去。
- 1355年，雷里德獲得了王室赦免，他從國王手中拿回宗教財產。他被指控煽動了一場對小修道院（英语：Priory）的暴力襲擊。
- 1356年至1357年，英國大法官、約克大主教索爾斯比的約翰（英语：John of Thoresby）起草了一封給教宗的信，要求教宗將雷里德解職，並指控他的年老糊塗、瘋狂及對教區內教徒的迫害。
- 1360年，雷里德過世。

## 重要性
在十三、十四世紀晚期，異端被認為是與魔鬼鬥爭的明證，也表現出亞維儂教廷所聲稱的巫術的危險性。
教宗若望二十二世在他的詔書《Super illius specula》中將巫術列為異端。愛麗絲·吉蒂勒的事件是歐洲最早的審巫案之一，此事件在這位教宗的選舉期間（1316年至1334年）被密切關注。
愛麗絲·吉蒂勒的案例似乎涉及了第一起男魅魔（英語：Incubus）和女巫之間的有關紀錄。《Annales Hiberniae》中便提到，吉蒂勒和一個名為羅賓·阿提森的惡魔發生了性關係。

## 大眾文化中的愛麗絲·吉蒂勒

### 文學
- 威廉·巴特勒·葉慈的詩作《Nineteen Hundred and Nineteen》當中所提到的人物「吉蒂勒夫人」（Lady Kyteler）[17]：

But now wind drops, dust settles; thereupon

There lurches past, his great eyes without thought

Under the shadow of stupid straw-pale locks,

That insolent fiend Robert Artisson

To whom the love-lorn Lady Kyteler brought

Bronzed peacock feathers, red combs of her cocks. 

- 《玫瑰的名字》（1980），安伯托·艾可所寫的小說，在書中的對話裡提及了這起審巫案[18]。

- 〈Looking for Petronilla〉（2002），艾瑪·多諾霍所寫的短篇故事，以愛麗絲·吉蒂勒和她的女僕彼得羅妮拉為主題。這故事被收錄在她的短篇故事集《The Woman Who Gave Birth to Rabbits》。

- 《The Stone》（2008），基爾肯尼當地女作家克萊兒·諾蘭（Claire Nolan）所寫，一本關於愛麗絲·吉蒂勒那時代的小說。此書後來改編為同名音樂劇《The Stone》，並於2011年在基爾肯尼首演。

- 《The Burning Time》（2008），羅賓·摩根（英语：Robin Morgan）[19]所寫的以愛麗絲·吉蒂勒為主題的小說。

- 《The Kyteler Witch》（2014），坎迪斯·曼西·普爾（Candace Muncy Poole）所寫的小說，書中探討了彼得羅妮拉·德·米斯和她主人愛麗絲·吉蒂勒之間的關係。

- 《淺草鬼妻日記》第八卷（2020），日本作家友麻碧所寫的輕小說，愛麗絲·吉蒂勒於第八卷登場並幫助主角陣營對抗敵對勢力[20]。

### 遊戲
- 《龍族金幣（英语：Dragon Coins）》（2012），日本手機遊戲。
- 《SOUL REVERSE ZERO》（2016），日本手機遊戲。
- 《Magia Connect》（2016），日本手機遊戲。

## 延伸閱讀
- Brennan, James, 'Bishop Ledrede and the trial of Alice Kyteler: a case study in witchcraft and heresy in medieval Kilkenny'in John Bradley, Diarmuid Healy and Anne Murphy (eds), Themes in Kilkenny's history: a selection of lectures from the NUI Maynooth – Radio Kilkenny academic lecture series 1999 （基爾肯尼，2000年），p.37–46
- Davidson, L. S. and J. O. Ward, The sorcery trial of Alice Kyteler（1993年）
- Flood,John, 'Hidden in his story: the ladies of Kilcash' in Journal of the Butler Society, 4:2（2000年），p.280–291
- Neary,Anne, 'The origins and character of the Kilkenny witchcraft case of 1324', Proceedings of the Royal Irish Academy, 83C（1983年），p.333–350
- Poole, Candace Muncy, The Kyteler Witch（2014年）

## 外部連結
- 歷史上的大事件：中世紀－在審巫案中被認為有罪的愛麗絲·吉蒂勒
- 愛麗絲·吉蒂勒，被定罪的女巫 （页面存档备份，存于）